# Kabouterboeken van Rien Poortvliet
De boeken van Rien Poortvliet (met teksten van Wil Huygen) over kabouters zijn voor velen zijn bekendste werk.

## Titels
- Leven en werken van de Kabouter uit 1976, ISBN 90-269-4958-8
- De oproep der Kabouters uit 1981, ISBN 90-269-4799-2
- De Kabouter; het complete alles omvattende, integrale en volledige verzamelde werk, 1981, ISBN 90-269-6492-7
- Het boek van Klaas Vaak en het ABC van de slaap uit 1988, ISBN 90-242-4499-4
- Kabouter Kinderversjes uit 1994, ISBN 90-242-8332-9
- Kabouter Spreekwoordenboek uit 1996 (postuum), ISBN 90-242-7882-1
- Het Kabouterkookboek uit 2003 (postuum), ISBN 90-242-8977-7
- Tussen gaap & slaap uit 2003 (postuum), herziene heruitgave van Het boek van Klaas Vaak en het ABC van de slaap, ISBN 90-435-0753-9

## Tekenfilm
Er is ook een van oorsprong Spaanse tekenfilmserie op deze boeken gebaseerd, David de Kabouter (Spaans: David el gnomo) uit 1985.